# Coësmes
Coësmes (tiếng Breton: Koem) là một xã của tỉnh Ille-et-Vilaine, thuộc vùng Bretagne, miền tây bắc nước Pháp.

## Dân số
Người dân ở Coësmes được gọi là Coësmois.
| Năm | 1667 | 1793 | 1806 | 1826 | 1851 | 1886 | 1901 | 1926 | 1946 | 1962 | 1968 | 1975 | 1982 | 1990 | 1999 |
| --- | ---- | ---- | ---- | ---- | ---- | ---- | ---- | ---- | ---- | ---- | ---- | ---- | ---- | ---- | ---- |
| Dân số | 1200 | 1405 | 1447 | 1600 | 1627 | 1895 | 1666 | 1519 | 1319 | 1251 | 1191 | 1087 | 1035 | 1078 | 1073 |
| From the year 1962 on: No double counting—residents of multiple communes (e.g. students and military personnel) are counted only once. |      |      |      |      |      |      |      |      |      |      |      |      |      |      |      |